# Ginástica artística nos Jogos Olímpicos de Verão de 2000 - Salto feminino
A final feminina do salto sobre a mesa da ginástica artística nos Jogos Olímpicos de Verão de 2000, foi realizada em Sydney, na Austrália. Esse evento foi disputado no Sydney SuperDome.

## Medalhistas
| Ouro   | RUS Elena Zamolodchikova |
| Prata  | ROU Andreea Răducan      |
| Bronze | RUS Yekaterina Lobaznyuk |

## Final
| Pos.              | Ginasta                  | Nota  |
| ----------------- | ------------------------ | ----- |
| Medalha de ouro   | RUS Elena Zamolodchikova | 9.731 |
| Medalha de prata  | ROU Andreea Răducan      | 9.693 |
| Medalha de bronze | RUS Yekaterina Lobaznyuk | 9.674 |
| 4                 | ESP Esther Moya          | 9.618 |
| 5                 | ESP Laura Martínez       | 9.612 |
| 6                 | ROU Simona Amanar        | 9.597 |
| 7                 | MEX Denisse López        | 8.843 |